# Зялам (авиабаза)
Авиабаза Зялам (вьет. Sân bay Gia Lâm, ИКАО: VVGL) — военный аэродром в Ханое, Вьетнам, в районе Лонгбьен, на восточном берегу реки Хонгха (Красной). Использовался Военно-воздушными силами Вьетнама как база истребителей МиГ-21 и вертолётов Ка-28, имел соответствующие укрытия. Аэродром был открыт в 1936 году, перед японской оккупацией французского Индокитая. В настоящее время является базой 918-го транспортного авиаполка. Существовал план переоборудования части авиабазы в гражданский аэропорт, но он был отменён.

## История

### 1936-40
Аэродром Зялам (фр. Aérogare de Gia Lam) был построен в 1936 году в соответствии с планом города, разработанным французским архитектором Эрнестом Хебраром более чем за десять лет до этого. В 1923 году Хебрар был нанят Департаментом городского планирования и архитектуры города Ханоя для надзора за рядом проектов по обновлению городов, включая новую промышленную зону в районе Зялам на восточном берегу Красной реки. План Хебрара в отношении Зялама включал в себя обновлённую железнодорожную станцию, места для фабрик, промышленных предприятий и нового аэродрома. После завершения аэродром Зялам стал одним из двух основных аэродромов Ханоя (второй — аэродром Батьмай, в настоящее время не используется). Сам аэродром был построен по проекту французского архитектора Феликса Годара.

### 1940-46
26 сентября 1940 года, в рамках Вторжения во Французский Индокитай японские войска заняли аэродром и сохраняли контроль над ним на протяжении всей Второй мировой войны, вплоть до своей капитуляции во время августовской революции. Вскоре после этого была провозглашена Демократическая Республика Вьетнам, главой правительства которой стал лидер Вьетминя Хо Ши Мин. Изначально Франция приняла новое правительство, но эта позиция изменилась, когда прекратились переговоры о Вьетнаме как о будущем члене французского союза. Между силами Вьетминя и французами начались партизанские бои, и 19 декабря 1946 года, в ответ на атаки в Ханое и его окрестностях, французские войска заняли аэродром.

### Первая Индокитайская Война
Зялам и Батьмай позже стали двумя основными логистическими базами, поддерживавшими французские операции в битве при Дьенбьенфу. Бо́льшая часть вооружения, отправлявшегося на отдалённую французскую военную базу в Дьенбьенфу, проходила через аэродром Зялам. В числе прочего, с него в отрезанную крепость были отправлены десять французских танков M24 Чаффи, каждый из которых был разобран на 180 отдельных частей и доставлен в Дьенбьенфу на тяжёлом грузовом самолете. После поражения в Дьенбьенфу и последующих Женевских мирных соглашений 1954 года французские войска были вынуждены покинуть Вьетнам и передали аэродром Вьетминю. После этого аэродром Зялам использовался Военно-воздушными силами Северного Вьетнама в качестве основной авиабазы в районе Ханоя.

### Вьетнамская война

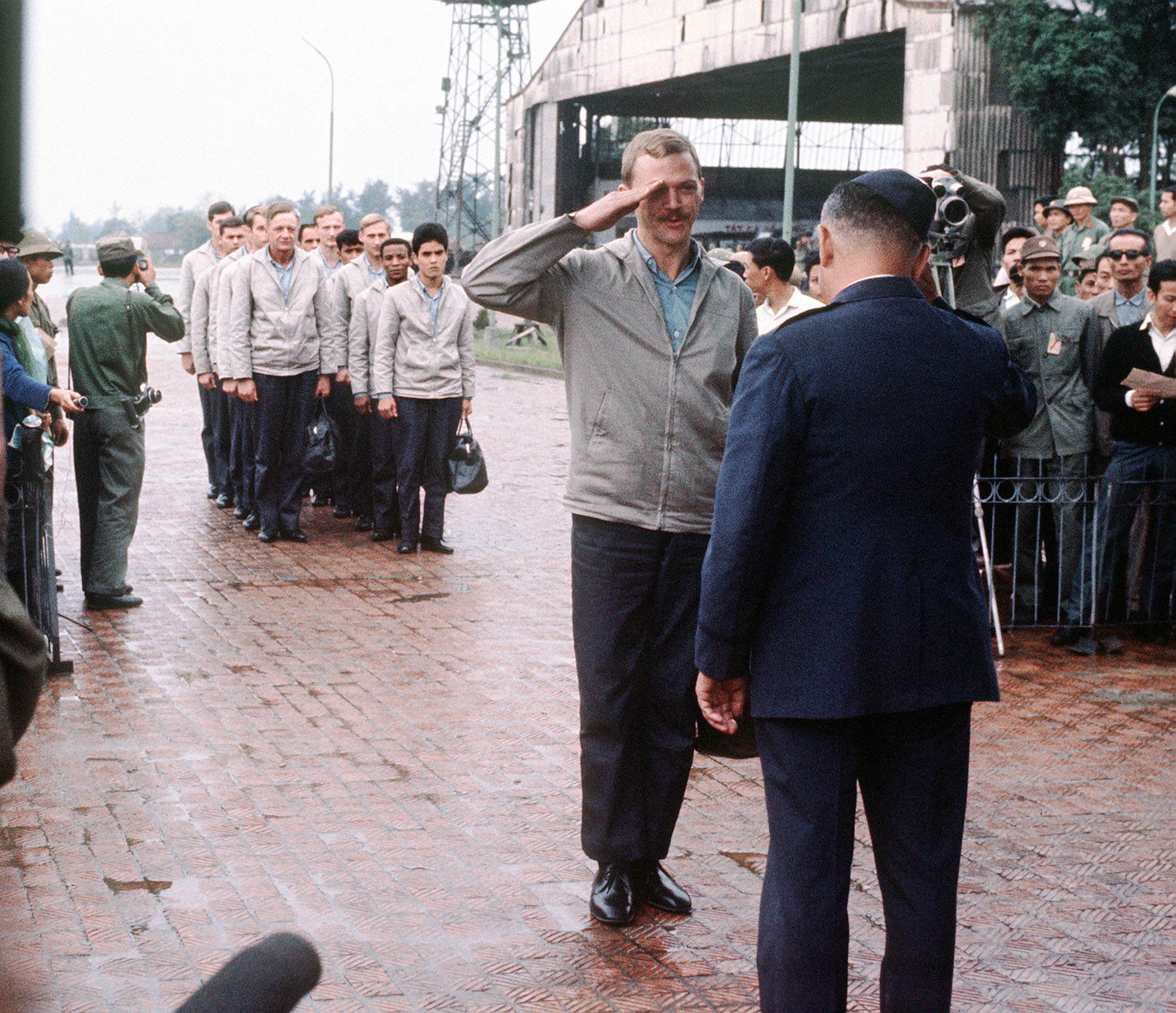
Репатриированные американские военнопленные на Зяламе, 1973 г.

Во время Вьетнамской войны американский Объединённый комитет начальников штабов включил Зялам в список из 94 рекомендованных целей для бомбардировки в Северном Вьетнаме, указав, что он является основной авиабазой и местом хранения горюче-смазочных материалов. Аэродром получил тяжелые повреждения в результате многочисленных атакам бомбардировщиков в ходе операции Rolling Thunder.
После прекращения огня, обусловленного Парижским мирным соглашением в январе 1973 года, Зялам стал местом операции «Возвращение домой» по возвращению американских военнопленных, удерживаемых во вьетнамском плену. Первая репатриация, осуществленная военным командованием военно-воздушных сил ВВС США, произошла 12 февраля 1973 г., когда C-141 63-го авиакрыла, вылетевший с авиабазы Кларк на Филиппинах, забрал с аэродрома Зялам в общей сложности 116 бывших военнопленных. Первый C-141, вернувший военнопленных, стал известен как «Ханойское такси», по надписи на панели бортинженера. Одним из пассажиров «Ханойского такси» стал будущий политик Джон Маккейн. С 12 февраля по 4 апреля было совершено 54 полёта C-141, которые доставили бывших военнопленных домой.

### После войны
После окончания войны аэродром Зялам стал узловым аэропортом севера Вьетнама. Здесь расположился главный офис Главного управления гражданской авиации и одна из двух крупнейших ремонтных баз, A76 (другая, A75 — на Таншонняте, Хошимин). В 1976 году были выполнены первые международные полёты в Пномпень (Камбоджа). С 12 сентября 1976 началось регулярное сообщение с Лаосом, рейсы из Ханоя вылетали в Вьентьян два раза в неделю. Некоторое время штаб-квартира национального перевозчика Vietnam Airlines находилась в аэропорту Зялам.
После 1978 года гражданские авиарейсы постепенно переносились в новый аэропорт Нойбай и были окончательно прекращены в августе 1989 года, аэродром передан 918-му авиаполку.

## Происшествия
8 апреля 2008 года турбовинтовой самолет Ан-26 советской постройки во время учебного полёта упал в поле в районе Тханьчи на окраине Ханоя, погибли пять вьетнамских военных летчиков. Самолет вылетел из аэропорта Зялам и упал на обратном пути, причина аварии осталась неизвестной. По данным неназванного источника во вьетнамской армии, самолет принадлежал 918-му транспортному авиаполку ВВС Вьетнама.

## Возобновление гражданских полётов
Из-за своей близости к центру Ханоя по сравнению с международным аэропортом Нойбай, часть аэропорта Зялам планировалось перепрофилировать в гражданский аэропорт для региональных внутренних авиалиний. Это позволило бы пассажирам, вылетающим из Ханоя, например, в Дьенбьен, Винь или аэропорт Нашан в северной провинции Шонла, добираться из центра Ханоя до аэропорта за 10 минут, тогда как Нойбай находится в часе езды. Одновременно с этим ВВС продолжат эксплуатировать аэропорт.
Взлётно-посадочная полоса 2000×45 м подходит для небольших самолетов малой дальности, таких как Fokker 70 или турбовинтовые ATR 72, которые уже эксплуатируются авиакомпанией Vietnam Airlines. В соответствии с утверждённым планом развития, к 2015 году Зялам должен был быть модернизирован для одновременного приёма трёх самолетов подобного типа, а к 2025 году — пяти, при этом более крупные самолеты — Airbus или Boeing — по-прежнему будет принимать Нойбай. Годовой пассажиропоток при этом оценивался в 162 000 и 300 000 пассажиров соответственно. Реконструкция оценивалась в 287 млрд. донгов (17,3 млн долл. США) и включала строительство новых стояночных мест общей площадью 13700 м² к 2015 году и 20700 м² к 2025 году, строительство нового терминала с пропускной способностью 270 пассажиров в час в часы пик, расширение дороги из города и другие улучшения.
Однако, до 2018 деньги на реализацию проекта так и не были выделены. 23 февраля 2018 года премьер-министр издал постановление 236/QĐ, вносящее изменения в план развития гражданской авиации, в новом варианте плана аэропорт Зялам отсутствовал. Было решено, что с существующей взлётно-посадочной полосой аэропорт не соответствует современным требованиям, а увеличение полосы оказалось трудновыполнимым, поскольку не было предусмотрено градостроительным планом Ханоя. В 2020 году создание гражданского аэропорта Зялам было окончательно отменено.